# خوزه آنتونیو باریوس
خوزه آنتونیو باریوس (انگلیسی: José Antonio Barrios؛ زادهٔ ۱۱ نوامبر ۱۹۴۸) بازیکن فوتبال اهل اسپانیا است.
از باشگاه‌هایی که در آن بازی کرده‌است می‌توان به باشگاه فوتبال گرانادا و باشگاه فوتبال رئال مادرید اشاره کرد.
وی همچنین در تیم ملی فوتبال اسپانیا بازی کرده‌است.